# بريت والاس
بريت والاس (بالإنجليزية: Brett Wallace)‏ هو لاعب كرة قاعدة أمريكي، ولد في 26 أغسطس 1986 في سونوما في الولايات المتحدة.

## وصلات خارجية
- بريت والاس على موقع دوري كرة القاعدة الرئيسي (الإنجليزية)
- بريت والاس على موقعبيزبول رفرنس.كوم (الدوري الرئيسي) (الإنجليزية)
- بريت والاس على موقعبيزبول رفرنس.كوم (الدوري الثانوي) (الإنجليزية)
- بريت والاس على موقع إي إس بي إن.كوم (أم.أل.بي) (الإنجليزية)
- بريت والاس على موقع مشجعي الرسوم البيانية (الإنجليزية)